# Nils Poppe
Nils Poppe (Nils Einar Jönsson) (Malmö, 1908. május 31. – Helsingborg, 2000. június 28.) svéd színész és forgatókönyvíró. Nemzetközi hírnevet Ingmar Bergman A hetedik pecsétjével szerzett magának, de Svédországban nagy népszerűségre tett szert több, mint 50 mozi -és tévéfilmjével.

## Karrierje
Pályafutását drámai színészként kezdte a színpadon a '30-as években, de hamar rájött, hogy jobban illenek hozzá a komédiák, revük, operettek és musicalek, különösen azért, mert tehetséges táncos és énekes volt. 1937-től kezdve kezdett el filmekben szerepelni, és a '40-es évekre Svédország legsikeresebb vígjáték színésze lett. Ezért nagy megdöbbenést váltott ki, amikor Ingmar Bergman fontos szerepet adott neki a mély mondanivalójú A hetedik pecsétben. Viszont Poppe bebizonyította, hogy melegséget és szánalmat is ki tud váltani, ahogy a szerepe megkívánta. Később játszott még egy Bergman produkcióban, az 1960-ban bemutatott Az ördög szeme című vígjátékban.
A '60-as évek elején inaktív volt, majd visszatért a színpadra: a helsingborgi szabadtéri színház irányítását vette át. A Svéd Televízióval kötött előnyös szerződésének köszönhetően a színháznak országos hírnevet szerzett, és ez egy új lendületet adott karrierjének is. 85 évesen vonult vissza a színpadtól úgy, hogy még táncolni mindig képes volt, de néhány évvel később több súlyos stroke-ot is elszenvedett, melynek következményében elvesztette látását, beszédkészségét és teljesen lebénult mellette. Végül 92 éves korában hunyt el.

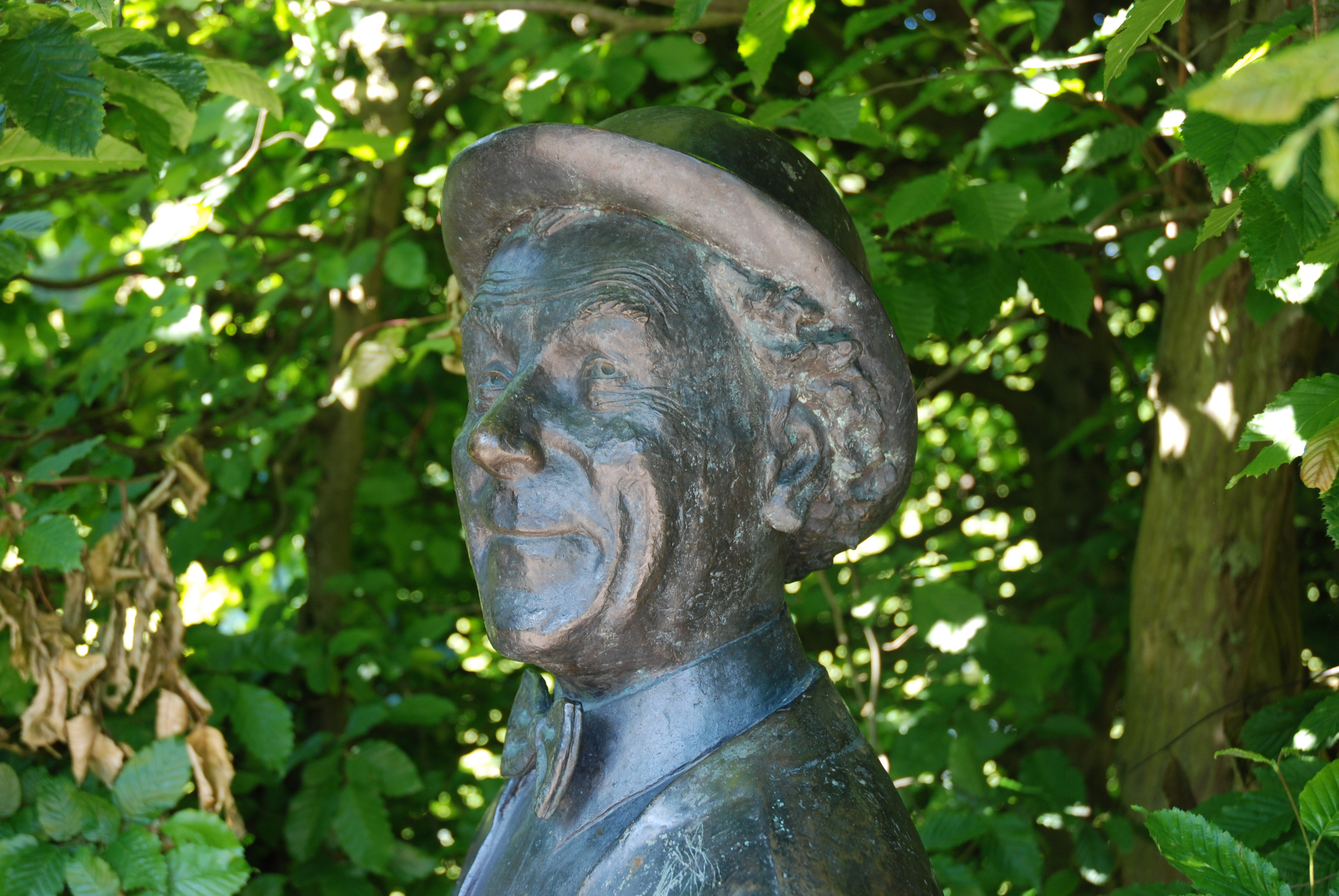
Poppe szobra Helsingborgban

## Magánélete
Poppe kétszer házasodott. Első felesége a színésznő Inga Landgré (1949-1959) volt, majd a szintén szakmabeli Gunilla Sundberg (1965-2000), aki 29 évvel fiatalabb volt nála. Mindkét feleségétől két gyermeke született, és hármukból színész lett, mint szüleik.

## Fordítás
- Ez a szócikk részben vagy egészben  a   Nils_Poppe című angol Wikipédia-szócikk fordításán alapul.  Az eredeti cikk szerkesztőit annak laptörténete sorolja fel. Ez a jelzés csupán a megfogalmazás eredetét és a szerzői jogokat jelzi, nem szolgál a cikkben szereplő információk forrásmegjelöléseként.